# Мич Пиледжи
Мичъл Крейг „Мич“ Пиледжи (на английски: Mitchell Craig "Mitch" Pileggi) (роден на 5 април 1952 г.) е американски актьор, известен с ролята си на Уолтър Скинър в сериала „Досиетата Х“.

## Личен живот
От 1978 до 1983 е женен за Деби Андрюс.
През 1996 г. се жени за втората си съпруга – Арлийн Уорън. Двамата имат една дъщеря на име Сойър, родена на 24 май 1998 г. Дейвид Духовни запознава двамата, като по-късно е кум на сватбата им на Хаваите. Уорън първоначално работи като дубльор на Джилиън Андерсън, а по-късно играе ролята на секретарката на Скинър, която също се казва Арлийн.

## Филмография
- „Далас“ – 1983–1990
- „Смъртоносно желание 4“ – 1987
- „Завръщането на живите мъртви II“ – 1988
- „Полицейска мрежа“ – 1989
- „Шокър“ – 1989
- „Чайна бийч“ – 1989
- „Манкузо, ФБР“ – 1990
- „Първичен инстинкт“ – 1992
- „Досиетата Х“ – 1994–2016
- „Вампир в Бруклин“ – 1995
- „Уокър, тексаският рейнджър“ – 1998
- „Досиетата Х“ – 1998
- „Шеметни години“ – 1999
- „Едно лудо ченге“ – 2000
- „Спешно отделение“ – 2000
- „Батман от бъдещето“ – 2000
- „Хищни птици“ – 2000
- „Тарзан“ – 2003
- „Закон и ред: Специални разследвания“ – 2003–2005
- „Западното крило“ – 2005
- „Клъцни/Срежи“ – 2005
- „Батман“ – 2005-2007
- „Старгейт Атлантис“ – 2005–2009
- „От местопрестъплението“ – 2006
- „Новият ден“ – 2006–2007
- „Забравени досиета“ – 2007
- „Адвокатите от Бостън“ – 2007
- „Жътварят“ – 2007
- „Анатомията на Грей“ – 2007-2012
- „Братя и сестри“ – 2008
- „Престъпни намерения“ – 2008
- „Свръхестествено“ – 2008–2011
- „Федерални свидетели“ – 2009
- „Медиум“ – 2009–2010
- „Жива мишена“ – 2010
- „Касъл“ – 2010
- „Честни измамници“ – 2011
- „Срещу своите“ – 2011
- „Невидими улики“ – 2012
- „Далас“ – 2012–2014
- „Синя кръв“ – 2015